# Handley Page Harrow
Die Handley Page H.P.54 Harrow war ein zweimotoriger britischer Bomber von 1936, der später jedoch als Truppentransporter und Frachtflugzeug von der Royal Air Force genutzt wurde.

## Geschichte und Konstruktion
Der Handley Page Harrow war ein moderner Hochdecker-Bomber, der die veralteten Vickers Virginia ersetzen sollte. Er stand dabei in Konkurrenz zur Armstrong Whitworth Whitley.
Gustav Lachmann war leitender Ingenieur für Entwicklung dieses Flugzeuges. Die Harrow hatte ein festes Fahrgestell und ein doppeltes Seitenruder. Die Standardbesatzung bestand aus vier Mann – dem Piloten und drei Bordschützen. Ein Bordschütze saß in der Flugzeugnase, einer im Heckdrehturm und einer in der Mitte des Rumpfes.
Im August 1935 wurden insgesamt 100 Mk-I- und Mk-II-Maschinen bestellt. Die beiden Varianten unterschieden sich nur in den Motoren. Die Mk I hatte einen Bristol Pegasus X mit 618 kW und die Mk II einen 690 kW (938 PS) leistenden Bristol-Pegasus-XX-Motor. Zusätzlich erhielten die Waffentürme der MK II eine Motorunterstützung.
Der Erstflug der Harrow fand am 10. Oktober 1936 statt. Vom Typ Mk I wurden 38 Maschinen gebaut und vom Typ Mk II die restlichen 62 Maschinen. Die Fertigung lief bis Ende 1937. Im Januar 1937 traten die ersten Harrows den Dienst an.
Mit Aufkommen der moderneren Vickers Wellington wurden die Aufgaben der Harrow umdefiniert. Sie wurde nun zum Truppentransporter für maximal 20 Soldaten umgebaut oder als Frachtflugzeug genutzt. Sie spielte auch eine große Rolle bei der Ausbildung von Bomberbesatzungen. Einige wurden zu Beginn des Zweiten Weltkrieges zum Verlegen von Minen genutzt.
Die Fleet Air Arm erhielt neun Harrows zwischen Juni 1942 und Januar 1943. Diese erhielten den Namen Sparrow und wurden zum Transport von Motoren in der Squadron 782 verwendet.
Ab 1944 wurden die Maschinen nach und nach ausgemustert, die letzte Maschine wurde zum Ende des Krieges in Europa im Mai 1945 aus dem Dienst genommen.

## Varianten
Harrow Mk.I
angetrieben von zwei Bristol Pegasus X mit je 620 kW (843 PS), 19 gebaut
Harrow Mk.II
angetrieben von zwei Bristol Pegasus XX mit je 690 kW (938 PS), 81 gebaut

## Militärische Nutzung
Kanada
- Royal Canadian Air Force

 Vereinigtes Königreich
- Royal Air Force
- Fleet Air Arm

## Technische Daten

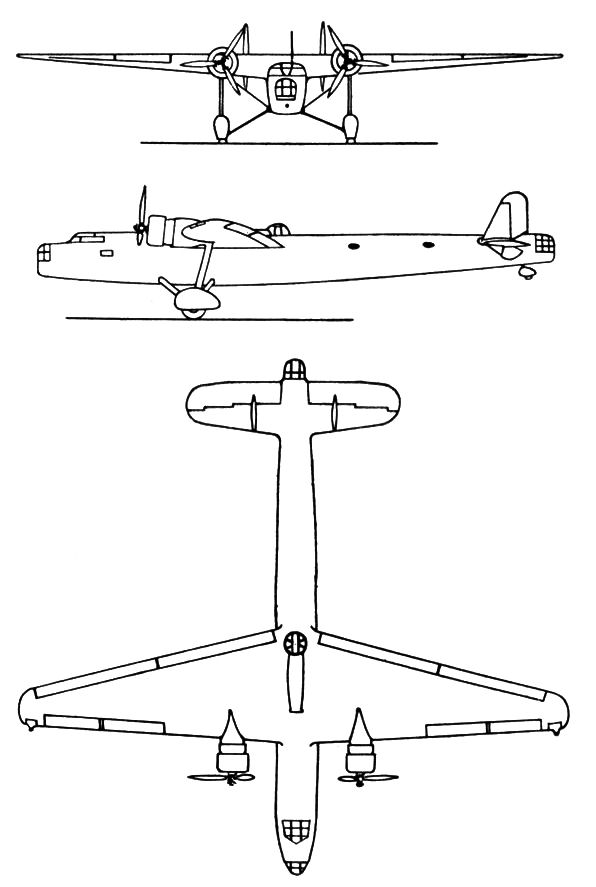
Dreiseitenansicht der Handley Page Harrow

| Kenngröße             | Daten Handley Page H.P.54 Harrow Mk II                        |
| --------------------- | ------------------------------------------------------------- |
| Besatzung             | Pilot, drei Bordschützen                                      |
| Länge                 | 25,04 m                                                       |
| Spannweite            | 26,95 m                                                       |
| Flügelfläche          | 101 m²                                                        |
| Flügelstreckung       | 7,2                                                           |
| Höhe                  | 5,92 m                                                        |
| Leermasse             | 6.170 kg                                                      |
| max. Startmasse       | 10.433 kg                                                     |
| Antrieb               | 2 × Bristol Pegasus XX mit je 938 PS (690 kW)                 |
| Höchstgeschwindigkeit | 322 km/h in 10.000 ft (3.048 m)                               |
| Dienstgipfelhöhe      | 7.925 m                                                       |
| Reichweite            | 2.000 km                                                      |
| Bewaffnung            | 4 × 7,7-mm-MGs, max. 1360 kg Bomben im internen Waffenschacht |